# Болдын Сансарбилэг
Болдын Сансарбилэг (монг. Болдын Сансарбилэг; род. 12 апреля 1976 или 4 декабря 1976, Пекин) — монгольский шорт-трекист. Участник зимних Олимпийских игр 1998 года.

## Биография
Болдын Сансарбилэг родился 12 апреля 1976 года в китайском городе Пекин.
В 1998 году вошёл в состав сборной Монголии на зимних Олимпийских играх в Нагано. На дистанции 1000 метров в 1/8 финала занял последнее, 4-е место, показав результат 1 минута 39,913 секунды и уступив 7,182 секунды попавшему в четвертьфинал со 2-го места Ань Юйлуну из Китая. Был знаменосцем сборной Монголии на церемонии открытия Олимпиады.
В 1999 году участвовал в зимних Азиатских играх в Канвондо.  На дистанции 500 метров выбыл в 1/8 финала после дисквалификации в забеге. На дистанции 1000 метров выбыл на той же стадии, заняв 3-е место и показав результат 1.43,987 и уступив 1,862 секунды попавшему в четвертьфинал со 2-го места Фэн Каю из Китая.